# Claudia Mitchell
Claudia Mitchell est une chercheuse et professeure canadienne née à Virden au Manitoba. Elle est titulaire de la chaire James McGill Distinguished Professor à la Faculté des sciences de l'éducation de l'Université McGill et professeure honoraire à l'Université du KwaZulu-Natal en Afrique du Sud. Ses recherches portent principalement sur les méthodologies visuelles participatives, les études sur les filles (girlhood studies), l'engagement des jeunes et la prévention de la violence fondée sur le genre. Elle est lauréate du prix Léon-Gérin en 2019, la plus haute distinction décernée aux chercheurs québécois dans le domaine des sciences humaines et sociales.

## Formation et carrière
Claudia Mitchell a obtenu un baccalauréat en sociologie de l'Université de Brandon au Manitoba, une maîtrise en éducation (spécialisation en lecture) de l'Université Mount Saint Vincent et un doctorat en éducation élémentaire de l'Université de l'Alberta. 
Elle occupe le poste de Distinguished James McGill Professor à la Faculté des sciences de l'éducation de l'Université McGill. Elle est également directrice du Laboratoire sur les cultures participatives qu'elle a fondé, ainsi que de l'Institut pour le développement humain et le bien-être (Institute for Human Development and Well-being - IHDW) à l'Université McGill.
Parallèlement à ses fonctions au Canada, elle est professeure honoraire à la Faculté d'éducation de l'Université du KwaZulu-Natal en Afrique du Sud, où elle mène plusieurs de ses projets de recherche.

## Domaine de recherche
Claudia Mitchell fonde en 2010 le Participatory Cultures Lab à l'Université McGill, un laboratoire dédié à l'utilisation d'outils visuels (photographie, récits numériques, vidéos participatives) pour engager les jeunes dans des projets sociaux,. Les recherches s'étendent à l'Afrique du Sud, au Canada autochtone, au Viêt Nam et en Russie, où elle collabore avec des organisations communautaires pour aborder les enjeux de santé sexuelle et de violences genrées,.
Ses travaux sur les girlhood studies analysent comment les filles négocient leur identité dans des contextes marqués par le VIH, les inégalités de genre et les conflits armés. Elle coordonne des projets transnationaux en Éthiopie, au Kenya et au Mozambique, favorisant des dialogues politiques « par et pour » les adolescentes,.

## Publications
(juin 2025).
- Mitchell, C., & Smith, A. (Eds.). (2023). The girl in the pandemic: Transnational perspectives. Berghahn Books (en) . Lire l'article
- Ohito, E. O., & Mock Muñoz de Luna, L. (Eds.). (2024). Black schoolgirls in space: Stories of Black girlhoods gathered on educational terrain. Berghahn Books. Lire l'article
- Switzer, H., Desai, K., & Bent, E. (Eds.). (2023). Girls in global development: Figurations of gendered power. Berghahn Books. Lire l'article

## Prix et distinctions
- 2022 – José Vasconcelos World Award of Education (en)  décerné par le Conseil culturel mondial[2]
- 2019 – Prix Léon-Gérin (Prix du Québec) pour l'ensemble de sa carrière en sciences humaines et sociales[8],[9]
- 2017 – Fellow de la Fondation Pierre Elliott Trudeau[7]
- 2016 – Médaille d'or du Conseil de recherches en sciences humaines du Canada (CRSH)[10]
- 2015 – Doctorat honoris causa l'Université de Mid Sweden (Faculté des sciences humaines, Suède)[2],[10].
- 2010 – Membre élue de la Société royale du Canada, Académie des sciences sociales[2],[11].